# Tournoi qualificatif de l'OFC des moins de 17 ans 2007
Navigation
Nouvelle-Calédonie 2005 Nouvelle-Zélande 2009
Le tournoi qualificatif de l'OFC des moins de 17 ans 2007 est la douzième édition du tournoi qualificatif de l'OFC des moins de 17 ans qui a eu lieu à Papeete, à Tahiti du 21 au 25 mars 2007. Le vainqueur obtient une qualification automatique pour la prochaine Coupe du monde des moins de 17 ans, qui aura lieu en Corée du Sud à la fin de l'été 2007. 
La Nouvelle-Zélande remporte le titre et se qualifie de nouveau pour la Coupe du monde.

## Équipes participantes
- Tahiti - Organisateur
- Nouvelle-Calédonie
- Nouvelle-Zélande
- Fidji

## Résultats
Les 4 équipes participantes sont réparties en une poule unique où chaque équipe rencontre ses adversaires une fois. À l'issue des rencontres, le premier de la poule se qualifie pour la Coupe du monde.
|   | Équipe             | Pts | J | G | N | P | BP | BC | Diff |
| - | ------------------ | --- | - | - | - | - | -- | -- | ---- |
| 1 | Nouvelle-Zélande   | 9   | 3 | 3 | 0 | 0 | 9  | 2  | +7   |
| 2 | Tahiti             | 2   | 3 | 0 | 2 | 1 | 1  | 2  | -1   |
| 3 | Fidji              | 2   | 3 | 0 | 2 | 1 | 2  | 4  | -2   |
| 4 | Nouvelle-Calédonie | 2   | 3 | 0 | 2 | 1 | 1  | 5  | -4   |

| 21 mars 2007 | Nouvelle-Zélande | 3 | 1 | Fidji              |
|              | Tahiti           | 0 | 0 | Nouvelle-Calédonie |
| 23 mars 2007 | Fidji            | 1 | 1 | Nouvelle-Calédonie |
|              | Nouvelle-Zélande | 2 | 1 | Tahiti             |
| 25 mars 2007 | Nouvelle-Zélande | 4 | 0 | Nouvelle-Calédonie |
|              | Tahiti           | 0 | 0 | Fidji              |

- La Nouvelle-Zélande se qualifie pour la Coupe du monde des moins de 17 ans.

## Sources et liens externes
- (en) Feuilles de matchs et infos sur RSSSF